# 不破重則
不破 重則（ふわ しげのり）は、戦国時代の武将。
美濃斎藤氏の家臣で、西美濃四人衆の一人・不破光治の縁戚と言われる。斎藤龍興が美濃を追われると、織田信長に50石与えられたという。妻は明智光秀家臣・石川小四郎の娘で、その姪にあたる見性院（山内一豊の妻）を養女にしたという。実子には不破重正がおり、やはり山内家に仕えている。

## 演じた俳優
- 司馬遼太郎の功名が辻（1997年、ANB）-　大滝秀治
- 大河ドラマ「功名が辻」（2006年、NHK）-　津川雅彦